# Obsevanje celega telesa
Obsevanje celega telesa (TBI – angl. total body irradiation) je posebna tehnika v radioterapiji, ki jo uporabljamo skupaj z intenzivno kemoterapijo pred presaditvijo kostnega mozga ali krvotvornih matičnih celic pri bolnikih z levkemijo ali limfomom.

Znano je, da so krvotvorne matične celice in tudi levkemične občutljive na obsevanje z ionizirajočimi žarki. Namen obsevanja je:
- uničiti levkemične ali limfomske celice
- uničiti celice obstoječega kostnega mozga in pripraviti prostor z presadek
- povzročiti imunosuspresijo, ki pomaga preprečiti zavračanje presadka

TBI daje pacientovemu telesu enotno dozo do ±10 % predpisane doze. Za ta namen se uporabljajo MV fotonski žarki, bodisi žarki 60Co ali MV rentgenski žarki. V širšem konceptu pa lahko rečemo, da koncept zdravljenja – obsevanje celega telesa – zajema vsa obsevanja z velikimi fotonskimi polji, kot so obsevanje polovice telesa, totalno obsevanje bezgavk in obsevanje celega telesa, razen nekaj specifičnih organov, ki so delno ali v celoti zaščiteni pred predpisano dozo.

## Zgodovina
Zanimanje za obsevanje celega telesa se je pojavilo že v začetku 20. stoletja. Sprva so ga uporabljali le izjemoma, predvsem v paliativne namene, saj je srednji smrtonosni odmerek za človeka, apliciran v eni frakciji, približno 3 Gy. V poznih petdesetih letih, ko je E. D. Thomas uporabil obsevanje celega telesa kot pripravo pred alogeno presaditvijo kostnega mozga, pa so to metodo začeli uporabljati vse pogosteje. Skoraj 20 let je veljal njegov način obsevanja (10 Gy v eni frakciji) za zlati standard.
Leta 1989 je bila na Oddelku za hematologijo Kliničnega centra v Ljubljani opravljena prva presaditev kostnega mozga. Istega leta so na Onkološkem inštitutu izvedli prvo obsevanje vsega telesa. Do aprila 2003, ko so morali zaradi okvare naprave s to vrsto obsevanja začasno prekiniti, so obsevali 98 bolnikov z levkemijo ali limfomom. Zadnje leto so vsak mesec tako obsevali po dva bolnika. Obnovljeni in izpopolnjeni sistem za obsevanje celega telesa je znova v rabi od konca novembra 2003.

## Klinične kategorije obsevanja celega telesa
Tehnike TBI so razdeljene v štiri kategorije:
- TBI z visoko dozo, prejeta doza v eni frakciji ali največ šestih po 200cGy v treh dneh (skupni odmerek 1200 cGy)
- TBI z majhno dozo, prejeta doza v 10-15 frakcijah po 10-15 cGy
- Obsevanje polovice telesa, z dozo 8 Gy, ki se v eni frakciji dostavi na zgornjo ali spodnjo polovico telesa
- celotno obsevanje bezgavk, s tipično nodalno dozo 40 Gy, dostavljeno v 20 frakcijah.

## Uporaba TBI
TBI se uporablja predvsem kot del pripravljalnega režima citoreduktivnega kondicioniranja pred presaditvijo kostnega mozga (BMT – bone marrow transpantation). Vir kostnega mozga je lahko bolnik sam (avtologna presaditev), identični dvojček (singenična presaditev) ali histokompatibilni darovalec (alogena presaditev).
Pred presaditvijo kostnega mozga darovalca se uporabi kondicioniranje pred presaditvijo za izkoreninjenje tumorskih celic ali celic z genetskimi motnjami. Režim kondicioniranja lahko temelji samo na kemoterapiji, najpogostejša oblika pa je kombinacija kemoterapije z visokimi odmerki in TBI. Slednji je vključen v protokole BMT, ker ima za posledico imunosuspresijo, ki pomaga preprečiti odpoved presadka, ki je resen in običajno usoden zaplet presaditve kostnega mozga.
Najbolj opazne bolezni, ki se zdravijo s presaditvijo kostnega mozga so:
- različne vrste levkemij
- maligni limfom
- aplastična anemija

## Tehnični vidiki obsevanja celotnega telesa
V konvencionalni radioterapiji so obsevalna polja navadno majhna, saj obsevamo le določen organ ali del telesa. Pri obsevanju vsega telesa pa je tarča (obsevalna prostornina) vse telo. To pomeni, da moramo uporabiti veliko obsevalno polje, pri čemer mora biti razporeditev doze čim bolj homogena. To pa zahteva poseben postopek pri načrtovanju, zapleten dozimetričen nadzor in posebno obsevalno tehniko. Poleg tega mora biti doza dovolj velika, da prepreči nov zagon (relaps) bolezni, in hkrati dovolj majhna, da ne povzroči smrtonosnih zapletov, kakršen je npr. intersticijski pnevmonitis.
Vse sodobne tehnike TBI uporabljajo MV fotonske žarke, ki jih proizvedejo bodisi teleterapevtske enote 60Co ali linearni pospeševalniki. Žarki so bodisi stacionarni, z velikostjo polja 70 x 200 cm, ki zajema celotnega pacienta, ali pa se premikajo z manjšimi velikostmi polja v nekakšnem translacijskem ali rotacijskem gibanju, tako da z žarkom sevanja pokrije celega pacienta. Običajno se uporablja vzporedna nasprotna obsevanja tako, da se vsaka delna doza odda v dveh enakih obrokih in vmes spremeni bolnikov položaj.

## Tehnike obsevanja celotnega telesa
Tehnike zdravljenja TBI se izvajajo z namenskimi obsevalnimi pospeševalniki ali pogosteje z modificirano konvencionalno MV radioterapevtsko opremo. Trenutno se uporabljajo štiri metode za dajanje TBI z modificirano konvencionalno radioterapevtsko opremo:
- zdravljenje na razdalji od vira do površine,
- zdravljenje na standardnih SSD diskih po odstranitvi strojnega kolimatorja 60Co,
- zdravljenje s translacijskim žarkom,
- zdravljenje s pometalnim žarkom (sweeping beam).

Prvi dve tehniki uporabljata velike stacionarne žarke in stacionarnega pacienta, zadnji dve pa uporabljata gibljive žarke, ki nastanejo s premikanjem pacienta skozi stacionarni žarek ali z rotiranjem gantrija (sweeping) čez mirujočega pacienta.

## Točka prepisane doze
Doza za TBI je predpisana na točki znotraj telesa in se imenuje točka predpisane doze. Običajno je ta točka na sredini na ravni popka. Postopek TBI mora dostaviti predpisano dozo na točko predpisane doze in vzdrževati to dozo po telesu znotraj ±10 %. Enakomernost doze se doseže z uporabo bolusov in kompenzatorjev.

## Zagon postopka obsevanja celotnega telesa
Pred samo izvedbo obsevanja, je potrebno izvesti temeljit zagon predlaganega postopka. Osnovni dozimetrični parametri za TBI so enakim tistim za standardno radioterapijo, vključno z kalibracijo izhodnega snopa, odstotnimi globinskimi dozami  (PDD) in profili žarka. Vendar pa je treba te parametre izmeriti pod specifičnimi pogoji TBI, da dobimo zanesljive podatke za uporabo v kliničnih TBI.
Upoštevati je treba več dozimetričnih težav, značilnih za dozimetrijo velikih polj. Te težave so povezane s fantomskimi in ionizacijskimi komorami, ki se uporabljajo za merjenje dozimetrije. Le ti so na splošno manjši od dejanske velikosti polja in manjši od pacienta. To povzroča različne pogoje sipanja, ki lahko negativno vplivajo na izhodno moč žarka, kot tudi na PDD, potrebne za doseganje predpisane doze. Na natančnost dozimetričnih podatkov pri TBI lahko negativno vpliva tudi sorazmerno velik del kabla ionizacijske komore, obsevanega z velikim poljem TBI, kot tudi tokovi uhajanja komore in značilnosti nasičenosti, ki postanejo problematični pri uporabljenih razmeroma nizkih dozah v TBI.

## Zagotavljanje kakovosti obsevanja celotnega telesa
TBI je kompleksen način zdravljenja in zahteva skrbno načrtovanje zdravljenja, natančno lokalizacijo organov, ki naj bi prejeli zmanjšano dozo ali v bili v celoti zaščiteni pred žarki sevanja. Prav tako zahteva strogo upoštevanje protokolov zagotavljanja kakovosti. Ti protokoli sodijo v tri kategorije:
- Osnovno zagotavljanje kakovosti: zajema delovanje opreme (linearni pospeševalnik, CT in TPS).
- Zagotavljanje kakovosti pred obdelavo: obravnava kalibracijo in pripravo opreme ter sobe za zdravljenje neposredno pred zdravljenjem (pozicionizanje opreme in vseh posebnih komponent TBI, zagotavljanje pravilnega delovanja dozimetrične opreme).
- Zagotavljanje kakovosti zdravljenja: obravnava merjenje doze dostavljene bolniku

## Zapleti pri obsevanju celotnega telesa
Akutni (nastali med obsevanjem): slabost, bruhanje in driska so najpogostejši zgodnji stranski učinki. Te povzročajo tudi citostatiki, vendar jih obsevanje še poslabša. Te težave so manj izražene pri frakcioniranem kot pri enkratnem obsevanju.
Poleg naštetih so neprijetni učinki še suha usta, zmanjšana tvorba solz, reverzibilna alopecija, parotitis. Venookluzivna bolezen jeter se pojavi v 10–20%.
Pozni (nastali po končanem obsevanju):
- intersticijski pnevmonitis (za njegov nastanek so lahko odgovorni tudi drugi dejavniki)
- katarakta
- okvara ledvic
- sekundarni tumorji